# Tavey
Tavey é uma comuna francesa na região administrativa de Borgonha-Franco-Condado, no departamento de Alto Sona. Estende-se por uma área de 2,96 km². Em 2010 a comuna tinha 453 habitantes (densidade: 153 hab./km²).